# Chezelles (Indre)
Chezelles ist eine französische Gemeinde mit 451 Einwohnern (Stand: 1. Januar 2022) im Département Indre in der Region Centre-Val de Loire; sie gehört zum Arrondissement Châteauroux und zum Kanton Buzançais. Die Einwohner werden Chézellois genannt.

## Geografie
Chezelles liegt etwa elf Kilometer nordwestlich von Châteauroux. Umgeben wird Chezelles von den Nachbargemeinden Villegongis im Norden und Nordosten, Vineuil im Osten, Saint-Maur im Südosten, Villedieu-sur-Indre im Süden sowie Saint-Lactencin im Westen.

## Bevölkerungsentwicklung
| Jahr                       | 1962 | 1968 | 1975 | 1982 | 1990 | 1999 | 2006 | 2017 |
| Einwohner                  | 410  | 419  | 381  | 379  | 402  | 409  | 395  | 476  |
| Quellen: Cassini und INSEE |      |      |      |      |      |      |      |      |

## Sehenswürdigkeiten
- Kirche Saint-Christophe